# Хауард (остров)
Хауард (англ. Howard Island) — остров в Арафурском море, входит в группу островов Уэссел.

## География
Хауард представляет собой небольшой вытянутый остров, отделённый от полуострова Арнем-Ленд узким проливом шириной не более 2 км. Омывается водами Арафурского моря. К юго-западу от него находится остров Баньян, к северо-востоку — остров Элко и другие острова группы Уэссел. Площадь Хауарда составляет 280,3 км², длина береговой линии — 106 км. Длина острова составляет около 38 км, ширина — до 12 км.

## Население
Хауард необитаем, ближайший населённый пункт, Галивинку, находится в 5 км к северо-востоку, на соседнем острове Элко. Расстояние до города Дарвин, столицы Северной территории, — около 475 км на запад.

## Административное деление
Административно входит в состав Северной территории Австралии.